# Joshua Giddings
Joshua Giddings (født 20. juli 2003 i Derby) er en cykelrytter fra England, der er på kontrakt hos Lotto.